# Astragalus bordschensis
Astragalus bordschensis är en ärtväxtart som beskrevs av Joseph Friedrich Nicolaus Bornmüller. Astragalus bordschensis ingår i släktet vedlar, och familjen ärtväxter. Inga underarter finns listade i Catalogue of Life.